# Сибирский стрелок (эсминец)
«Сибирский стрелок» (до реф. Сибирскій стрѣлокъ) — эскадренный миноносец (до 27 сентября (10 октября) 1907 года — минный крейсер) типа «Охотник». С 1925 года опытовое судно, затем сторожевой корабль «Конструктор».

## История строительства
Заказан во время Русско-японской войны в числе 24 эсминцев-«добровольцев». Корпус корабля был заложен в марте 1905 года на верфи акционерного общества «Сандвикский корабельный док и механический завод» в Гельсингфорсе, спущен на воду 6 сентября того же года и вошёл в состав Балтийского флота в июне 1906 года.
Название «Сибирский стрелок» было присвоено только 13 октября 1905 года, то есть уже после спуска на воду.

## История службы
После вступления в строй корабль вошёл в состав 1-го отряда минных судов Балтийского флота (позже 1-й минной дивизии), первым командиром которого стал Н. О. Эссен, позже исполнял роль флагмана соединения.
В 1910 году был перевооружён на новые 102-мм орудия, в 1911—1912 годах прошёл капитальный ремонт на верфи В. Крейтон и К° в Петербурге с заменой всех трубок котлов.
В ходе Первой мировой войны участвовал в установке минных заграждений на Балтике — сначала у германских берегов, позже и у собственных.
28 июля (10 августа н.с.) 1915 года «Сибирский стрелок» в ходе сражения в Рижском заливе получил два попадания 150-мм снарядов с немецких крейсеров, получив серьёзные повреждения, однако смог благополучно уйти, не понеся при этом потерь в экипаже.
В 1916 году корабль прошёл очередной ремонт, в ходе которого было установлено третье 102-мм орудие и увеличены углы возвышения имеющихся.
4 апреля 1916 находившийся в охранении «Славы» эсминец был атакован германскими аэропланами, но их удалось отогнать зенитным огнём.
«Сибирский стрелок» входил в состав сил, выделенных для уничтожения немецкого конвоя 31 мая (13 июня) 1916 (непосредственно перехват осуществлялся «Новиками» Колчака). Эта операция закончилась неудачей (был потоплен только вспомогательный крейсер «Герман»), во втором же (и тоже неудачном) набеге 17 (30) июня корабль участия не принял.
Эсминец не смог принять участия в Моонзундском сражении, 11-20 апреля 1918 года перешёл из Гельсингфорса в Петроград в ходе Ледового похода и сразу же был отправлен на хранение.
В отличие от двух однотипных кораблей («Пограничник» и «Генерал Кондратенко»), находившихся на хранении и разобранных в 1923—1925 годах, «Сибирский стрелок» в 1925 прошёл капитальный ремонт (с демонтажом вооружения) и был передан Остехбюро, став опытовым судном «Конструктор». На нём проходили испытания новых образцов мин, торпед и систем управления огнём. Командовал им в 1926—1931 годах М. Н. Беклемишев, известный подводник, первый командир «Дельфина».
После ликвидации Остехбюро бывший эсминец был в 1939 году передан НИМТИ ВМФ и также использовался для испытательных целей.
В августе 1941 на него установили вооружение (3 орудия Б-24-БМ и 4 автоматических зенитных, 3 пулемёта) и переклассифицировали в сторожевой корабль, сохранив, однако, название «Конструктор». В этом качестве он принял участие в обороне Ленинграда в составе Ладожской военной флотилии — сопровождая караваны грузов на озере и обстреливая захваченное немцами побережье.
4 ноября 1941 года находившийся у Осиновца «Конструктор» получил прямое попадание 250-кг авиабомбы с немецкого бомбардировщика. Взрывом была смята носовая оконечность, все находившиеся в ней члены экипажа и гражданские лица погибли. Тем не менее, корабль удалось сохранить на плаву и эвакуировать беженцев и большую часть экипажа. Была предпринята попытка отбуксировать его кормой вперёд в бухту Морья, однако уже 25 ноября тяжело повреждённый сторожевик в ходе шторма был выброшен на отмель, а носовая оконечность оторвана окончательно.
В условиях блокадного Ленинграда на Ижорском заводе была изготовлена укороченная на 5 м замена носовой части, весной 1943 года её доставили в Осиновец и смонтировали на поднятом корабле. «Конструктор» был вновь включён в состав Ладожской военной флотилии 13 апреля 1943, и в её составе принял участие в операции по деблокаде Ленинграда.
3 января 1945 года бывший эсминец был вновь разоружён и переведён в состав опытных судов. 10 июля 1956 года он был переклассифицирован как бон-отопитель «ОТ-29», 1-го же июня 1957 года исключён из списков ВМФ и сдан на слом.

## В массовой культуре
Присутствует в художественном фильме «Адмиралъ» (и его телевизионной 10-серийной версии), где в 1916 году участвует в уничтожении броненосного крейсера «Фридрих Карл». Данная сцена имеет слабое отношение к реальным событиям, кроме того, недостоверно показан и внешний вид эсминца, соответствующий более ранним четырёхтрубным кораблям типа «Буйный», имевшим характерную форму карапасного бака, по образцу британских миноносцев типа «Хэвок».